# ГЕС Koyulhisar
ГЕС Koyulhisar — гідроелектростанція на півночі Туреччини. Знаходячись між ГЕС Çamlıgöze (32 МВт, вище за течією) та ГЕС Решадіє 1-3, входить до складу каскаду на річці Келькіт, великій правій притоці Єшиль-Ирмаку, який впадає до Чорного моря біля міста Самсун.
У межах проєкту річку перекрили греблею з ущільненого котком бетону висотою 12 метрів та довжиною 195 метрів. Вона утримує невеликий резервуар з припустимим коливанням рівня в операційному режимі між позначками 722,4 та 724 метри НРМ та відводить ресурс до прокладеної по правобережжю дериваційної траси довжиною 29,6 км. Траса включає тунелі загальною довжиною 4,9 км із діаметром 6,4 м, канали кількох типів загальною довжиною 24 км з шириною по дну від 7,2 до 12,4 метра та один сифон довжиною 0,65 км із діаметром 6,1 м. Після відкритого балансувального басейну розмірами 86 × 13 метрів починається напірний водовід довжиною дещо менше за 0,3 км зі спадаючим діаметром від 5,25 до 3,2 метра.
У розташованому на березі Келькіту машинному залі встановили три турбіни типу Френсіс потужністю по 21,75 МВт, які при чистому напорі у 86 метрів забезпечують виробництво 340 млн кВт·год електроенергії на рік.
Видача продукції відбувається по ЛЕП, розрахованій на роботу під напругою 154 кВ.